# Hilarempis benhami
Hilarempis benhami är en tvåvingeart som först beskrevs av Miller 1913.  Hilarempis benhami ingår i släktet Hilarempis och familjen dansflugor. Inga underarter finns listade i Catalogue of Life.